# Chili aux Jeux olympiques d'été de 1956
L'équipe de chilienne olympique participe aux Jeux olympiques d'été de 1956 à Melbourne. Elle y remporte quatre médailles : deux en argent et deux en bronze, se situant à la vingt-septième place des nations au tableau des médailles. L'athlète Marlene Ahrens est la porte-drapeau d'une délégation chilienne comptant 33 sportifs (31 hommes et 2 femmes).